# Міа-Лані Акіно
Міа-Лані Рамос Акіно (англ. Mia-Lahnee Ramos Aquino; нар. 29 березня 1998, Тамунінг) — гуамська борчиня вільного стилю, п'ятиразова чемпіонка Океанії, учасниця Олімпійських ігор.

## Життєпис
Боротьбою почала займатися з 2003 року. Виступає за спортивний клуб «Фудошін» Гуам. Персональні тренери — Маріано Акіно (дядько), Антоніо Акіно (батько).
Була прапороносцем на церемонії відкриття літніх Юнацьких Олімпійських ігор 2014 року в Нанкіні, КНР. Фінішувала там сьомою у ваговій категорії до 60 кг вільним стилем.
Вона лише третя борчиня з Гуаму, яка брала участь в Олімпійських іграх після Марії Данн (2008, 2012) та її сестри Ркаєли Акіно (2020). На Олімпіаді 2024 року в Парижі програла у першій же сутичці представниці Китаю Пан Цяньюй і завершила змагання, фінішувавши на останньому 16 місці.

### Спортивні родичі
- Дядько — Маріано Акіно (дзюдо) представляв Гуам на Олімпіаді в Сеулі в 1988 році.
- Сестра — Ркаєла Акіно (боротьба) посіла 14 місце на Олімпіаді в Токіо-2020 як перша борчиня з Гуаму, яка пройшла кваліфікацію на Олімпійські ігри за заслугами, а не через універсальне місце. Вона чотириразова чемпіонка Океанії, учасниця двох Олімпійських ігор[1]. На Олімпіаді 2024 року в Парижі виступила у категорії до 57 кг, посівши 14 місце.

## Спортивні результати на міжнародних змаганнях

### Виступи на Олімпіадах
| Змагання                    | Збірна | Вагова категорія          | Місце |
| --------------------------- | ------ | ------------------------- | ----- |
| Літні Олімпійські ігри 2024 | Гуам   | жіноча боротьба, до 53 кг | 16    |

### Виступи на Чемпіонатах світу
| Змагання                        | Збірна | Вагова категорія          | Місце |
| ------------------------------- | ------ | ------------------------- | ----- |
| Чемпіонат світу з боротьби 2018 | Гуам   | жіноча боротьба, до 55 кг | 19    |
| Чемпіонат світу з боротьби 2019 | Гуам   | жіноча боротьба, до 50 кг | 27    |
| Чемпіонат світу з боротьби 2023 | Гуам   | жіноча боротьба, до 53 кг | 18    |

### Виступи на Чемпіонатах Океанії
| Змагання                          | Збірна | Вагова категорія          | Місце  |
| --------------------------------- | ------ | ------------------------- | ------ |
| Чемпіонат Океанії з боротьби 2016 | Гуам   | жіноча боротьба, до 63 кг | 4      |
| Чемпіонат Океанії з боротьби 2017 | Гуам   | жіноча боротьба, до 55 кг | Золото |
| Чемпіонат Океанії з боротьби 2018 | Гуам   | жіноча боротьба, до 55 кг | Золото |
| Чемпіонат Океанії з боротьби 2019 | Гуам   | жіноча боротьба, до 59 кг | Золото |
| Чемпіонат Океанії з боротьби 2023 | Гуам   | жіноча боротьба, до 53 кг | Золото |
| Чемпіонат Океанії з боротьби 2024 | Гуам   | жіноча боротьба, до 53 кг | Золото |

### Виступи на інших змаганнях
| Змагання                                                          | Збірна | Вагова категорія          | Місце  |
| ----------------------------------------------------------------- | ------ | ------------------------- | ------ |
| Олімпійський кваліфікаційний турнір з боротьби 2016 (Улан-Батор)  | Гуам   | жіноча боротьба, до 58 кг | 22     |
| Олімпійський кваліфікаційний турнір з боротьби 2020 (Хаммамет)    | Гуам   | жіноча боротьба, до 57 кг | 5      |
| Олімпійський кваліфікаційний турнір з боротьби 2020 (Софія)       | Гуам   | жіноча боротьба, до 50 кг | 5      |
| Олімпійський кваліфікаційний турнір з боротьби 2024 (Александрія) | Гуам   | жіноча боротьба, до 53 кг | Золото |

### Виступи на змаганнях молодших вікових груп
| Змагання                                        | Збірна | Вагова категорія          | Місце  |
| ----------------------------------------------- | ------ | ------------------------- | ------ |
| Чемпіонат Океанії з боротьби серед кадетів 2013 | Гуам   | жіноча боротьба, до 56 кг | Золото |
| Літні юнацькі Олімпійські ігри 2014             | Гуам   | жіноча боротьба, до 60 кг | 7      |
| Чемпіонат Океанії з боротьби серед юніорів 2016 | Гуам   | жіноча боротьба, до 63 кг | Срібло |
| Чемпіонат Океанії з боротьби серед юніорів 2018 | Гуам   | жіноча боротьба, до 53 кг | Золото |
| Чемпіонат Океанії з боротьби серед кадетів 2015 | Гуам   | жіноча боротьба, до 56 кг | Золото |
| Чемпіонат світу з боротьби серед молоді 2019    | Гуам   | жіноча боротьба, до 50 кг | 19     |